# Giovanni Battista Caproni
Giovanni Battista Caproni (3 tháng 7 năm 1886 – 27 tháng 10 năm 1957), được biết đến với tên "Gianni" Caproni, là một Kỹ sư hàng không dân dụng, Kỹ sư điện, Kỹ sư xây dựng dân dụng, nhà thiết kế máy bay, và là người sáng lập ra hãng sản xuất máy bay Caproni.

## Qua đời
Ngày 27 tháng 10 năm 1957, Caproni qua đời tại Roma.